# Blick
Blick je švýcarský bulvární deník, vycházející od roku 1959 v německém Švýcarsku. Vydavatelem titulu je koncern Ringier, AG. Svým nákladem 275 000 výtisků představuje největší švýcarské noviny. Od roku 2004 vychází v tabloidním formátu, jeho grafická úprava je prvně srovnatelná s českým Bleskem.